# Suffren (S635)
El Suffren (S635) es un submarino de ataque de propulsión nuclear (SSN) de la Marine Nationale (Francia) y la primera nave de la clase Suffren (también conocida como clase Barracuda). Entró en servicio en 2022.

## Construcción y características
Fue construido por Naval Group. Fue colocada la quilla en 2007. Fue botado en 2019 en Cherburgo-en-Cotentin con la presencia del presidente Emmanuel Macron. Y fue asignado en 2022 (el 3 de junio) en Brest. El buque es parte de la clase Suffren (del programa Barracuda), que reemplaza a la clase Rubis —de los años ochenta— superando sus capacidades. La función asignada a los Suffren es la protección del portaaviones y submarinos nucleares de la flota.
El Suffren es un submarino de ataque de propulsión nuclear de 99 m de eslora y 5100 t de desplazamiento (sumergido). Su capacidad de sumersión alcanza los 250 m de profundidad. Su armamento consiste en torpedos F21, misiles antibuque Exocet SM 39 y misiles de crucero MdCN.
El submarino es el primero de su tipo en ser diseñado para el alojamiento de tripulantes mujeres. Otra novedad del Suffren es el no uso de periscopios y su reemplazo por un mástil optrónico.